# ويلهلم هوفمان
ويلهلم هوفمان (بالألمانية: Wilhelm Hoffmann)‏ (23 مارس 1948 في ألمانيا - ) هو لاعب كرة قدم ألماني في مركز الهجوم. لعب مع بايرن ميونخ ونادي آوغسبورغ وإس إس في أولم 1846 و1. Göppinger SV ‏ و وVfL Kirchheim/Teck ‏.

## وصلات خارجية
- ويلهلم هوفمان على موقع قاعدة بيانات كرة القدم.إي يو (الإنجليزية)
- ويلهلم هوفمان على موقع بيانات كرة القدم. دي إي (الألمانية)
- ويلهلم هوفمان على موقع عالم كرة القدم.نت (الإنجليزية)